# Emilie Beckmann
Emilie Beckmann (Greve, 4 de febrero de 1997) es una deportista danesa que compite en natación, especialista en el estilo mariposa.
Ganó una medalla de bronce en el Campeonato Mundial de Natación en Piscina Corta de 2016, tres medallas en el Campeonato Europeo de Natación, en los años 2018 y 2021, y seis medallas en el Campeonato Europeo de Natación en Piscina Corta, en los años 2017 y 2019.

## Palmarés internacional
| Campeonato Mundial en Piscina Corta | Campeonato Mundial en Piscina Corta | Campeonato Mundial en Piscina Corta | Campeonato Mundial en Piscina Corta |
| Año                                 | Lugar                               | Medalla                             | Prueba                              |
| ----------------------------------- | ----------------------------------- | ----------------------------------- | ----------------------------------- |
| 2016                                | Windsor (Canadá)                    | Medalla de bronce                   | 4 × 50 m estilos                    |
| Campeonato Europeo                  |                                     |                                     |                                     |
| Año                                 | Lugar                               | Medalla                             | Prueba                              |
| 2018                                | Glasgow (Reino Unido)               | Medalla de plata                    | 50 m mariposa                       |
| 2018                                | Glasgow (Reino Unido)               | Medalla de plata                    | 4 × 100 m estilos                   |
| 2021                                | Budapest (Hungría)                  | Medalla de bronce                   | 50 m mariposa                       |
| Campeonato Europeo en Piscina Corta |                                     |                                     |                                     |
| Año                                 | Lugar                               | Medalla                             | Prueba                              |
| 2017                                | Copenhague (Dinamarca)              | Medalla de plata                    | 50 m mariposa                       |
| 2017                                | Copenhague (Dinamarca)              | Medalla de plata                    | 4 × 50 m estilos                    |
| 2017                                | Copenhague (Dinamarca)              | Medalla de bronce                   | 100 m mariposa                      |
| 2017                                | Copenhague (Dinamarca)              | Medalla de bronce                   | 4 × 50 m libre                      |
| 2019                                | Glasgow (Reino Unido)               | Medalla de bronce                   | 50 m mariposa                       |
| 2019                                | Glasgow (Reino Unido)               | Medalla de bronce                   | 4 × 50 m libre                      |